# The Crew (videohra)
The Crew byla závodní online videohra z roku 2014, kterou společně vyvinuly společnosti Ubisoft Ivory Tower a Ubisoft Reflections a vydala společnost Ubisoft. Hra byla vydána pro PlayStation 4, Windows a Xbox One, přičemž port pro Xbox 360 vyvinulo Asobo Studio v prosinci 2014. 

## Hratelnost
Hra obsahovala perzistentní prostředí otevřeného světa pro volné putování po zmenšené rekonstrukci přilehlých Spojených států a zahrnovala prvky hraní rolí i rozsáhlý multiplayer.

## Vydání a ohlasy
Hra byla vydána pro PlayStation 4, Windows a Xbox One a později jako port pro Xbox 360.
Po vydání hra získala smíšené hodnocení od kritiků, kteří chválili design herního světa, ale kritizovali aspekt always-online, který způsoboval technické závady a další problémy, obtížně pochopitelné uživatelské rozhraní a přítomnost mikrotransakcí.
Do 1. ledna 2015 se hry prodaly dva miliony kusů. První stahovatelný rozsah s názvem The Crew: Wild Run byl vydán 17. listopadu 2015. Druhé DLC s názvem The Crew: Calling All Units bylo oznámeno na veletrhu Gamescom 2016 a vydáno 29. listopadu téhož roku.
Později následovala dvě pokračování, The Crew 2 v roce 2018 a The Crew Motorfest v roce 2023. V roce 2024 studio Ubisoft vypnulo servery hry, čímž se stala nehratelná. Vypnutí hry vedlo k velké nespokojenosti fanoušků a následné kampani s názvem „Stop Killing Games“.